# Isuzu (croiseur)
Pour les articles homonymes, voir Isuzu (homonymie).
L'Isuzu (五十鈴) était un croiseur léger de classe Nagara en service dans la Marine impériale japonaise. Le navire est baptisé sous le nom de la rivière Isuzu (en), située au sanctuaire d'Ise dans la région du Chūbu, au Japon. Il participe à de nombreuses batailles pendant la Seconde Guerre mondiale avant d'être coulé en avril 1945 par un sous-marin américain.

## Historique

### Début de carrière
Sa quille est posée le 10 août 1920 à Uraga, il est lancé le 29 octobre 1921 et est mis en service le 15 août 1923. D'août à décembre 1928, il est sous le commandement du Capitaine Isoroku Yamamoto et de novembre 1929 à décembre 1930, sous le commandement du Capitaine Shirō Takasu.
Peu après sa mise en service, le navire patrouille sur le fleuve Yangzi Jiang, au large des côtes de la Chine centrale et du sud pour couvrir les débarquements de troupes Japonaises. De décembre 1936 à décembre 1937, le Capitaine Tamon Yamaguchi prend le commandement de l'Isuzu.

### Début de la Guerre du Pacifique
Au moment de l'attaque sur Pearl Harbor, l'Isuzu participe à bataille de Hong Kong avec la 15e Escadron d'Escorte du Vice-Amiral Kiyoshi Hara. L'Isuzu reste basé à Hong Kong de fin décembre 1941 à avril 1942, revenant brièvement à son port d'attache de Magong, escortant des renforts pour la 25e armée à Singora, en Thaïlande et à la baie de Camranh, en Indochine française.
Le 15e Escadron d'Escorte est dissoute le 10 avril 1942 et l'Isuzu est réaffecté dans la CruDiv 16 de la 2e Flotte Expéditionnaire du Sud du Vice-Amiral Ibō Takahashi. Il est rejoint ensuite par ses sister-ships Natori et Kinu. Le croiseur patrouille dans la zone des Indes orientales néerlandaises, opérant à partir de Makassar, Célèbes, Balikpapan, Bornéo, Surabaya et Java, devenant navire amiral de la CruDiv 16 à partir du 1er mai 1942.
Le 28 juin 1942, il retourne à l'Arsenal naval de Yokosuka pour une révision, achevée à temps pour participer à l'opération de la mer de Banda le 26 juillet 1942, où il soutient les opérations de débarquement des forces Japonaises sur les îles Tanimbar.
En août 1942, l'Isuzu opère dans l'océan Indien entre Singapour, Mergui (Birmanie), Sabang (Sumatra) et Penang (Malaisie). Le 24 août 1942, il retourne cependant à Makassar.

### Campagnes des Îles Salomon
Le 16 septembre 1942, l'Isuzu et le Kinu sont affectés à l'escorte de la 2e division du Lieutenant-Général Masao Maruyama jusqu'à Batavia, dans les îles Salomon. Le navire se rend à Truk, dans les Îles carolines, où il devient navire amiral des DesRon 2, DesDivs 15, 24 et 31 du Contre-Amiral Raizō Tanaka. Il remplace le croiseur endommagé Jintsu.
Les 11 et 12 octobre 1942, il mène la DesDiv 31 à Guadalcanal, accompagné par des cuirassés Haruna et Kongō, les porte-avions Jun'yō et Hiyō, la CruDiv 4 du Maya et la CruDiv 5 du Myōkō. L'Isuzu fourni une couverture avec les DesDivs 15 et 31 et bombarde également des batteries de l'United States Marine Corps à Tulagi pendant le bombardement de l'île d'Henderson Field, en compagnie des Kongō et Haruna.
Les 24 et 25 octobre 1942, l'Isuzu participe à la bataille de Santa Cruz, mais n'a pas été endommagé. Du 3 au 5 novembre 1942, il escorte des navires de transport ayant des renforts pour la 38e Division d'Infanterie à destination des Shortland.
Il participe également à la deuxième bataille navale de Guadalcanal le 13 novembre 1942. Il subit une attaque d'un bombardier en piqué Douglas SBD Dauntless causant des dommages à sa chaudière no 3. Il est évacué d'urgence par le destroyer Asashio aux Shortland puis à Truk pour des réparations supplémentaires le 20 novembre 1942. Le 14 décembre, le navire rentre à Yokosuka.
Au chantier naval Mitsubishi à Yokohama, l'Isuzu est modifié avec l'installation d'un radar de recherche aérien Type 21. La tourelle no 7 du canon Type 3e Année 14 cm/50 est remplacé par un canon naval non blindé de 12,7 cm / 40 Type 89. Le canon no 5 est supprimé; deux canons de 25 mm Type 96 en affût double sont ajoutés, portant le total à 10 canons de 25 mm; et une mitrailleuse Hotchkiss monté sur affût quadruple est ajouté à l'avant du pont.
Le 1er avril 1943, alors que les réparations ne sont pas encore terminées, l'Isuzu est attribué à la CruDiv 14 du Contre-Amiral Kenzo Ito en compagnie du Naka. Il quitte finalement Yokosuka le 21 mai 1943 en arrivant à Truk un mois plus tard, fournissant des troupes de renforts. Il sert un certain temps de ferry lors de l'opération RY le 25 juin. Opérant à Truk jusqu'au 15 octobre 1943, le navire est rappelé à Tokushima pour transporter des troupes à Shanghai. Le 23 octobre 1943, l'Isuzu est attaqué en mer de Chine orientale par le sous-marin USS Shad, tirant dix torpilles dont aucune n'atteindra son but.
L'Isuzu retourne à Truk le 28 octobre 1943 et est affecté à l'escorte d'un convoi de troupes pour Kavieng, en Nouvelle-Irlande. Le convoi est attaqué à 60 milles (97 km) au nord de Kavieng par des B-24 Liberator du 13e Air Force de l'USAAF. Le navire est endommagé par une mine posée par le sous-marin USS Silversides, endommageant sa coque. Il retourne immédiatement à Rabaul pour les réparations. Il est présent lors du bombardement de Rabaul le 5 novembre 1943, mais il n'est pas endommagé. Il est transféré à Truk pour la fin des réparations.

### Opérations dans le Pacifique Sud et modifications

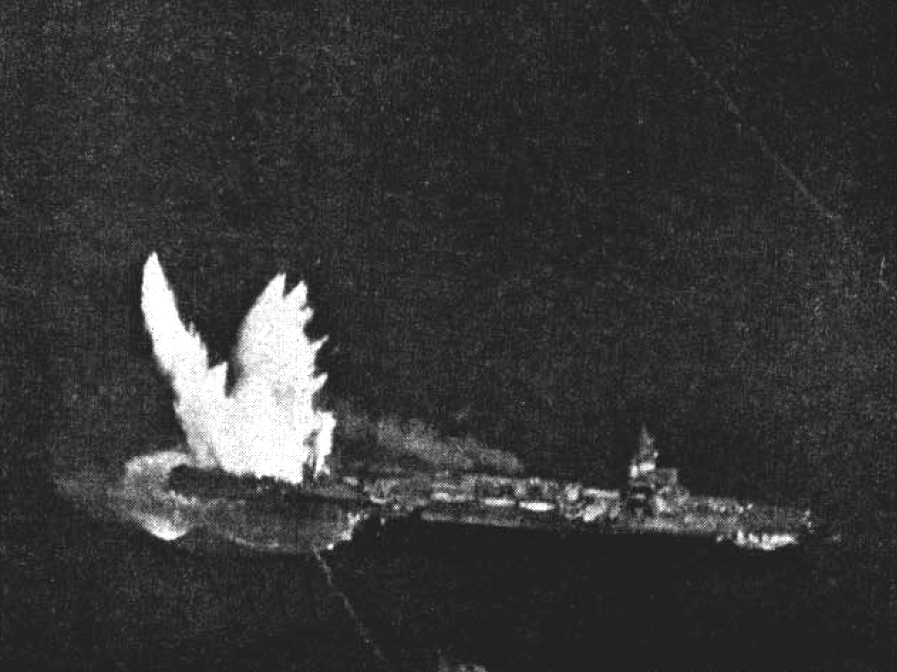
LIsuzu (ou le Nagara) sous les bombes américaines à Kwajalein en décembre 1943.

Le 20 novembre 1943, les États-Unis lancent l'opération Galvanic avec pour objectif de reprendre les îles Gilbert. L'Isuzu transporte des troupes de Ponape à Kwajalein et Mili. Alors ancré à Roi-Namur, il est une nouvelle fois attaqué, cette fois-ci par des bombardiers en piqué Douglas SBD Dauntless et des bombardiers-torpilleurs Grumman TBF Avenger du TG 50.1 des porte-avions USS Yorktown et Lexington. Le navire est forcé de se retirer une fois à Yokosuka le 17 janvier 1944.
De retour au Japon, l'Isuzu est converti en croiseur antiaérien par Mitsubishi Heavy Industries. La totalité de ses canons Type 3e Année 14 cm/50 sont enlevés et deux canons 12,7 cm/40 Type 89 supplémentaires sont installés. Ses canons 25 mm Type 96 sont augmentés jusqu'à 50 unités. La catapulte et l'hydravion sont enlevés tandis que l'électronique est modifié (radar Type 13, 21 et 22). Un sonar et des rails pour les grenades anti-sous-marine sont ajoutés.
Le 20 août 1944, l'Isuzu devient navire amiral de la CruDiv 31 du Contre-Amiral Heitarō Edo (it). Le 14 septembre, il est de nouveau prêt pour le combat.

### Bataille du Golfe de Leyte
Le 20 octobre 1944, il prend part à la bataille du Golfe de Leyte avec la Force Nordique Mobile (« Decoy ») du Vice-Amiral Jisaburō Ozawa. Lors de la bataille au large du cap Engano les 25 et 26 octobre, la Force d'Ozawa est attaquée par des TBM-1C du TG 38.4 des porte-avions USS Belleau Wood et USS San Jacinto. Il tente de remorquer le Chitose gravement endommagé puis secourt 480 survivants avant qu'il ne coule. Plus tard le même jour, l'Isuzu tente de protéger le Chiyoda, endommagé par une deuxième attaque des avions du Lexington et du Franklin. Alors qu'il sauve des survivants du Chiyoda qui venait d'être coulé, l'Isuzu se retrouve lui-même sous le feu des unités américaines, au cours duquel il perd 13 membres d'équipage.
Il retourne à Okinawa le 27 octobre 1944 puis à Kure, où il sert de transport de troupes à Manille et à Brunei. Le 19 novembre 1944, il est attaqué à 55 milles (89 km) à l'ouest de Corregidor, par l'une des six torpilles tirées du USS Hake, détruisant son gouvernail et endommageant sa poupe. Après des réparations d'urgence en pleine mer, le croiseur parvient à atteindre la base navale de Singapour (en) pour des réparations temporaire.

### Opérations dans les Indes néerlandaises
Après les travaux, le navire est transféré à Surabaya le 10 décembre 1944 pour les finitions. Le 4 avril 1945, il reprend le service en transportant un détachement de l'armée de Kupang à Sumbawa. Il est repéré par une meute de loups composée des sous-marins USS Charr, USS Besugo et USS Gabilan, bientôt rejoints par l'HMS Spark. Le 6 avril, l'Isuzu est attaqué au nord de Sumbawa par une dizaine de B-25 Mitchell du No. 18 (Indes orientales néerlandaises) Squadron RAAF (en) basés à Batchelor Airfield (en), au sud de Darwin, en Australie. Il est légèrement endommagé sur son côté tribord par environ 60 bombes larguées des avions australiens. Le même jour, il débarque des troupes dans la baie de Bima (en), sur la côte nord-est de Sumbawa. Il est de nouveau endommagé près de Florès par des B-24 Liberator des No. 21 Squadron RAAF (en) et No. 24 Squadron RAAF (en) basés dans le Territoire du Nord de l'Australie. Deux B-24 sont abattus par le service aérien de l'Armée impériale japonaise.
Alors que l'Isuzu et son groupe transitent entre Sumbawa et les Komodo, l'USS Besugo attaque de six torpilles le groupe, coulant un dragueur de mines japonais. Le lendemain, le 7 avril, l'Isuzu est touché par l'une des cinq torpilles tirées du Gabilan, à 60 milles (97 km) au nord-ouest de Bima. La torpille explose à bâbord, au-dessous du pont, provoquant des inondations à l'avant. Sa vitesse chute à 10 nœuds pendant que les techniciens commencent les réparations d'urgence. L'USS Charrs, tire quatre torpilles, touchant par deux fois l'Isuzu à bâbord, à l'arrière de la salle des machines. Deux torpilles supplémentaires sont tirées, l'une casse sa proue, provoquant le naufrage du croiseur à la position géographique 7° 38′ S, 118° 09′ E. Son capitaine et 450 membres d'équipage sont secourus tandis que 190 coulent avec le navire. Le même jour, à quelques heures d'intervalle, le cuirassé Yamato et son escorte ont été coulés lors de l'opération Ten-Gō.
L'Isuzu est rayé des listes le 20 juin 1945.